# Hestfjorden
Hestfjorden er en fjordarm af Kanstadfjorden, på sydsiden af Hinnøya, i Lødingen kommune i Nordland fylke  i Norge. Den knap 4 kilometer i vestlig retning fra indløbet mellem Kattneset i nord og Rinøya i syd. Den indre del (ca. 1 km) hedder Mellomfjorden. Fra Straumneset fortsætter to små forgreninger, Mattisfjorden (440 m) og Larsfjorden (515 m).
I nord ligger Hesttinden (506 moh.) og i syd går den omtrent 700 meter lange fjordarm Mølnfjorden ind til foden af Ytterstadfjellet (446 moh.). Fylkesvej 837 går langs nordsiden og krydser over Mellomfjorden og Mølnfjorden. Fylkesvej 691 (Nordland) fortsætter mod øst via Rindbø og Gårdsholmen til Rinøyvåg på Rinøya. Bebyggelsen Hesten ligger på nordsiden.